# Sopile
Sopile (u Istri poznate kao roženice) stari je glazbeni instrument sličan današnjoj oboi. Ovaj instrumenat je danas sačuvan na području Kvarnera, Kastavštine, Vinodola te na otoku Krku.

## Opis
Sopile su naslijedile stari europski instrumenat šalmaj, koji je postojao negdije krajem srednjeg vijeka. Taj instrumenat je imao dupli udarni jezičak u pisku i čunjastu duplju duž čitavog instrumenta. To glazbalo se vrijemenom izgubilo a zamijenila ga je oboa. Taj šalmaj je ostao u manjim dijelovima Europe (npr. u Švicarskim Alpama i u Abruzzima u Italiji gdje se zove “piffero” i kod nas u Istri i Kvarneru).
Sopila ima dupli udarni jezičak, izrađen iz trstike, i konusna, čunjasta svirala, izdjeljana iz drva.
Dijelovi sopile su: pisak, špulet, prebiralica i krilo. Postoje vela i mala sopila, ili debela i tanka, jer se sopile uvijek sviraju u paru.
Sopila ima vrlo prodoran zvuk i vrlo interesantne mogućnosti.

## Poveznice
- Istarska ljestvica